# Нойман, Адольф
Фридрих Густав Адольф Нойман (Нейман) (нем. Friedrich Gustav Adolf Neumann); 1825—1884) — немецкий художник и гравёр.

## Биография
Фридрих Густав Адольф Нойман родился 5 июня 1825 года в городе Лейпциге. Был братом резчика по дереву Августа Ноймана, владевшего в Лейпциге собственным ателье.
Обучался у Ганса фон Карольсфельда в Лейпцигской академии художеств и в лейпцигском ателье гравёра Henry Winkles. Позже повышал квалификацию у Лазаруса Зихлинга и Карла Вернера.
Свои работы подписывал двумя буквами „AN“. Многие из его портретов печатались в лейпцигском журнале Die Gartenlaube.
Адольф Нойман умер 20 ноября 1884 года в родном городе.

## Галерея

Избранные работы
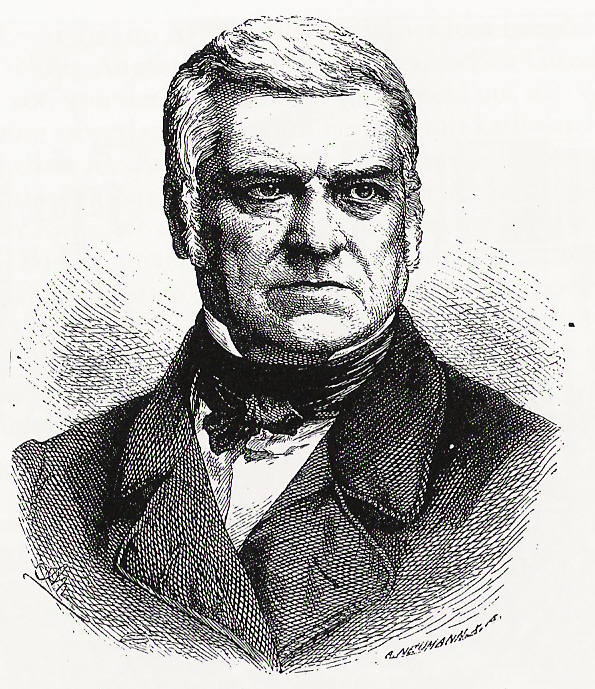
Августин Келлер
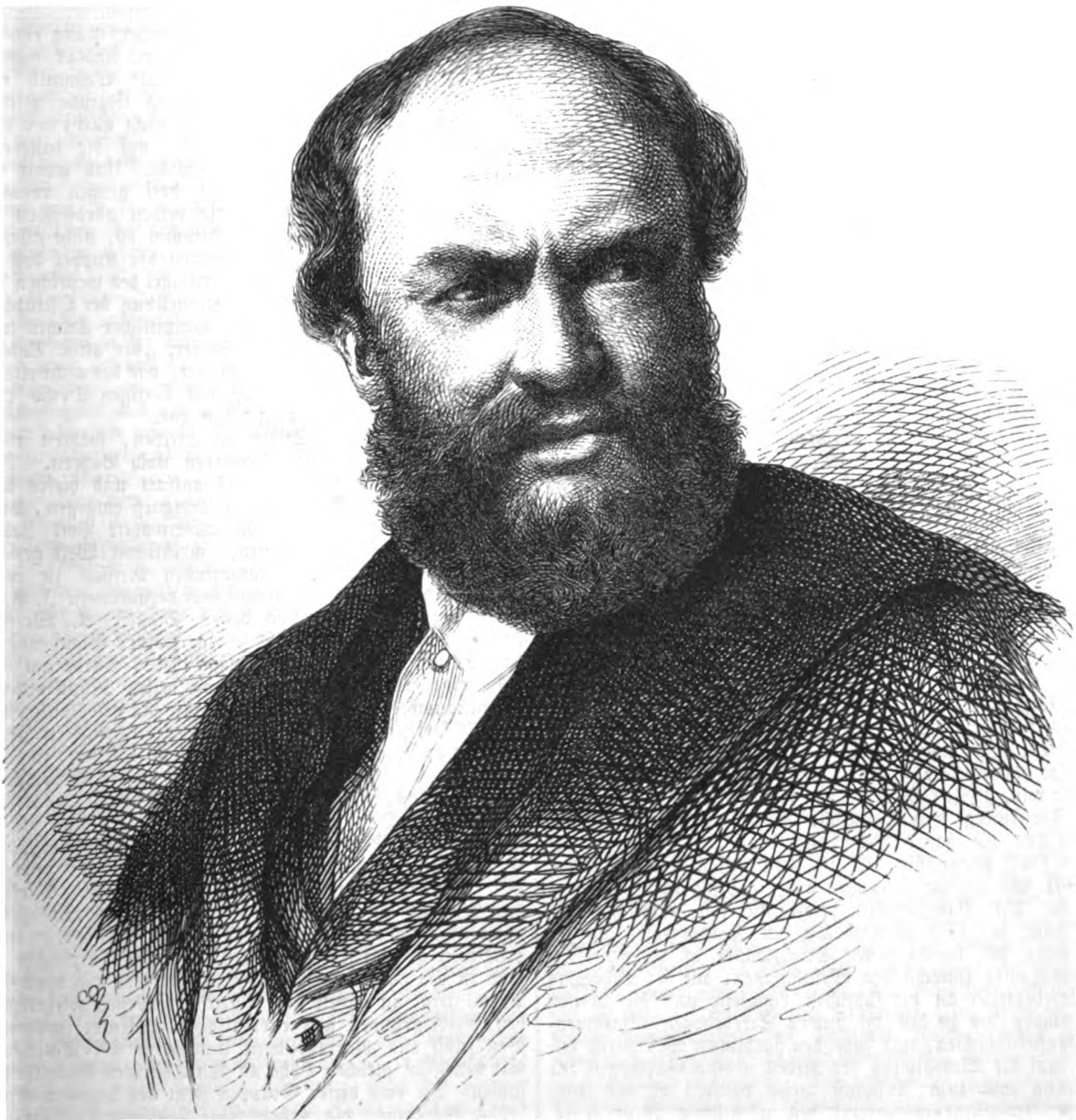
Бонавентура Дженелли
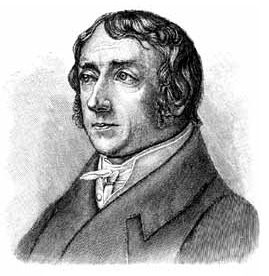
Бартольд Нибур
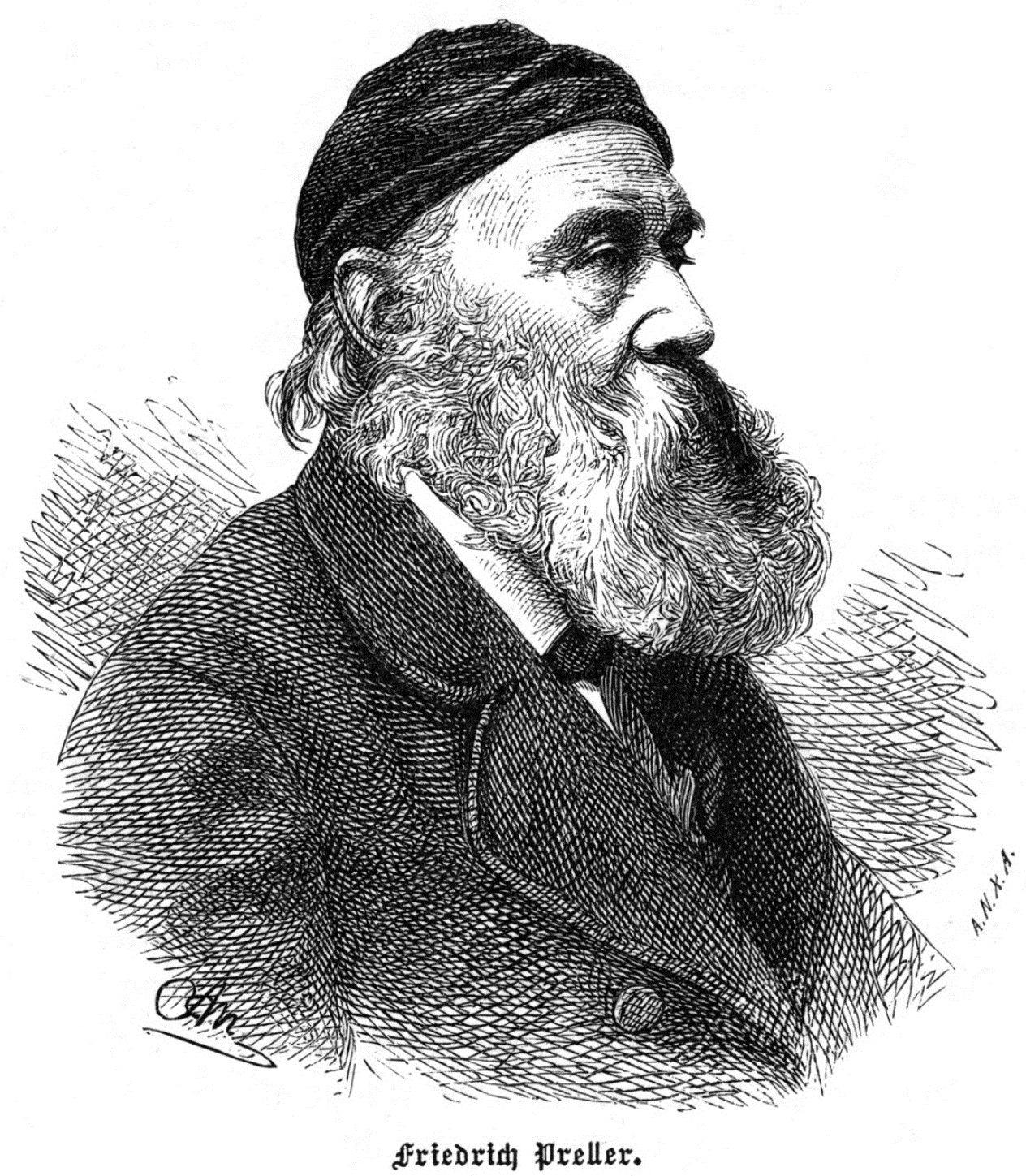
Фридрих Преллер